# 光叶毛瓣木蓝
光叶毛瓣木蓝（学名：Indigofera hebepetala var. glabra）为豆科木蓝属下的一个变种。

## 扩展阅读
- 維基物種上的相關：光叶毛瓣木蓝